# Danh sách câu lạc bộ bóng đá ở Kenya
Đây là danh sách các câu lạc bộ bóng đá ở Kenya.
Về danh sách đầy đủ, xem Thể loại:Câu lạc bộ bóng đá Kenya

## Đội bóng hoạt động

### A
- Administration Police
- Admiral F.C.
- A.F.C. Leopards
- Agrochemical F.C.

### B
- Bandari F.C. (Kenya)
- Bidco United F.C.
- Busia United Stars F.C.

### C
- Chemelil Sugar F.C.
- Coast Stars F.C.

### D
- Dagoretti Santos

### F
- Finlays Horticulture A.F.C.

### G
- G.F.C. 105
- Gor Mahia F.C.
- Gusii Shabana F.C.

### H
- Homegrown F.C.

### I
- Iron Strikers F.C.

KABIRUINI UNITED SOCCER CLUB (NEW)===K===
- Kariobangi Sharks
- Kakamega Homeboyz F.C.
- Kangemi United F.C.
- Karuturi Sports
- Kenya Commercial Bank S.C.
- Kenya Pipeline F.C.
- Kenya Revenue Authority F.C.
- Kenya School of Law
- Kea Green Stars F.C.
- Kibera A2Z F.C

### L
- Ligi Ndogo S.C.

### M
- Mahakama F.C.
- Mathare United F.C.
- Mathare Youth F.C.
- Ministry of Sports, Culture and the Arts
- Modern Coast Rangers F.C.
- Mombasa Sports Club
- Muhoroni Youth F.C.

### N
- Nairobi City Stars
- Nairobi Stima F.C.
- Nakumatt F.C.
- Nakuru Top Fry AllStars
- Nzoia United F.C.

### O
- Oserian F.C.

### P
- Posta Rangers F.C.

### R
- Real Kisumu F.C.
- Red Berets F.C.
- Reunion F.C.
- Rift Valley United F.C.

### S
- Sofapaka F.C.
- Sony Sugar F.C.
- St. Joseph F.C.
- Sunderland AFC Keroche

### T
- Talanta
- Thika United F.C.
- Timsales F.C.
- Tusker F.C.

### U
- Ulinzi Stars F.C.
- Utawala F.C.

### W
- Wazito F.C.
- West Kenya Sugar F.C.
- Western Stima F.C.
- West Ham

### Y
- Yanga F.C.

### Z
- Zoo Kericho F.C.

## Đội bóng đã giải thể

### F
- Feisal F.C.

### M
- Mumias Sugar F.C.

### N
- Nakuru AllStars (1961)

### R
- Rivatex F.C.

### U
- Utalii